# Візова політика Казахстану
Для в'їзду на територію Казахстану громадянам більшості держав потрібне завчасне отримання візи. Громадянам деяких країн віза для в'їзду в країну не потрібно.

## Мапа

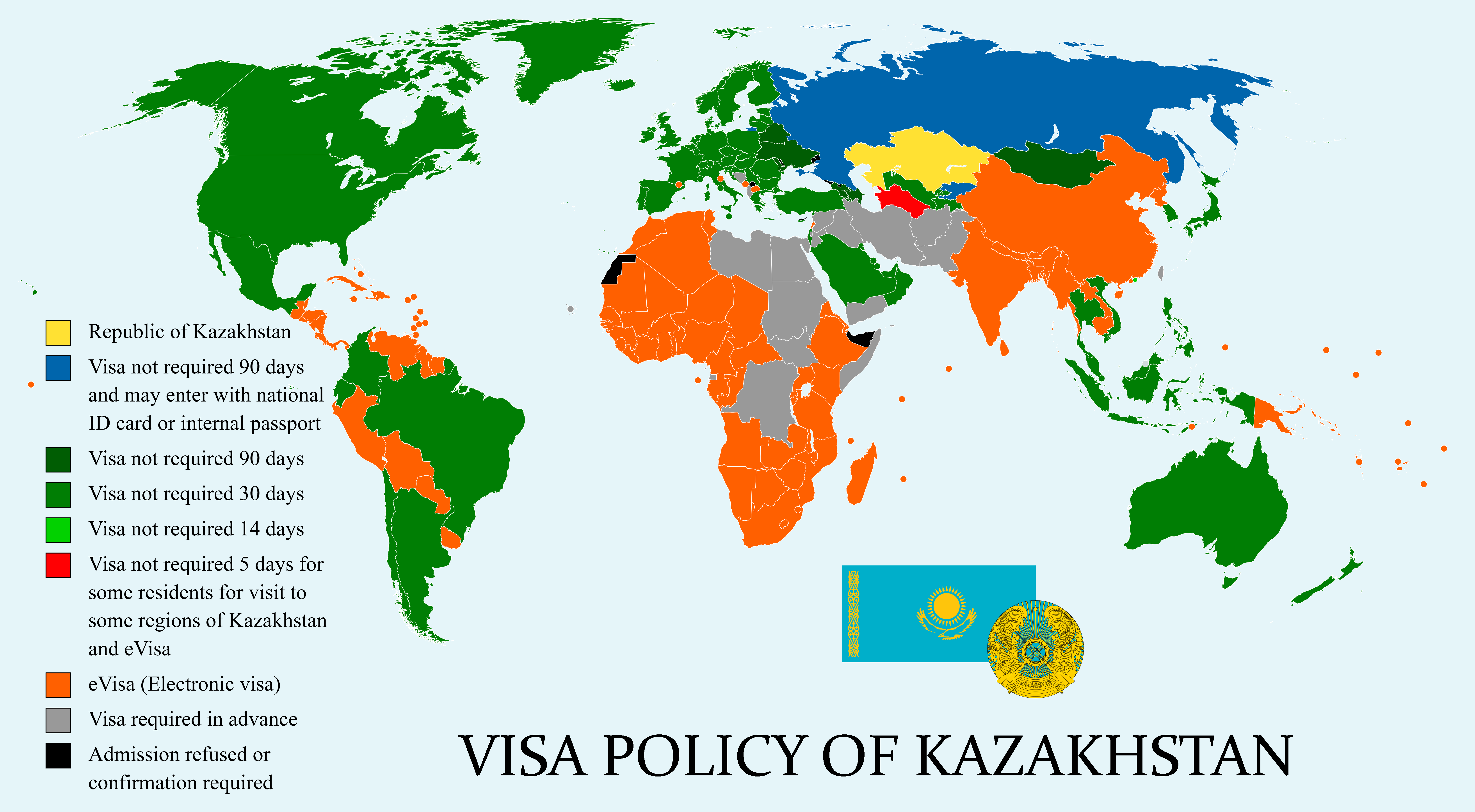
Казахстан
безвізовий режим (90 дiб)
безвізовий режим (30 дiб)
безвізовий режим (14 дiб)
Потрібна віза

## Не потрібна віза
| - Аргентина2 - Вірменія1 - Азербайджан2 - Білорусь1 - Грузія1 - Гонконг3 - Монголія1 - Киргизстан1 | - Молдова1 - Росія1 - Сербія2 - Південна Корея2 - Таджикистан2 - Туреччина2 - Україна1 - Узбекистан2 |  |

1 – на 90 днів

2 – на 30 днів

3 – на 14 днів

### Віза-пілот
Урядова програма, надання віз громадянам високорозвинених країн (на 15 днів, станом на 2015):
| - Австралія - Бельгія - Фінляндія - Франція - Німеччина - Угорщина - Італія - Японія - Малайзія - Монако | - Нідерланди - Норвегія - Сінгапур - Іспанія - Швеція - Швейцарія - ОАЕ - Велика Британія - США |  |